# 本山明燮
本山 明燮（もとやま あきひ）は作曲家、ギタリスト。株式会社SoundLab MIの代表取締役。 

## 略歴
1996年4月に（株）タムソフトに入社し、「闘神伝シリーズ」「チョロQシリーズ」「Knight & Baby」等の数多くのゲームサウンド制作に携わる。2009年6月に、「より多くの音楽含めた音響制作をやりたい」という理由で独立し、同じくサウンド制作で部下だった石村睦と共に、SoundLab MIを立ち上げる。独立後も主にタムソフトのサウンドを担当し、2016年10月に株式会社SoundLab MIに法人化し代表取締役に就任した。ゲーム音楽以外には、「ZAPP & ROGER」のトリビュート・バンド「DAYTON PROJECT」のメンバーとして、「AkiHee」という別名義で活動している。

## 携わった作品

### ゲーム
1996年
- 闘神伝URA
- 闘神伝3

1997年
- チョロQ2
- パズルアリーナ闘神伝

1998年
- チョロQ3
- アバラバーン
- Knight & Baby

1999年
- 闘神伝昴

2000年
- ブロックくずし2
- SIMPLE1500シリーズ Vol.45 THE ブロックくずし2
- オレが監督だ! 〜激闘ペナントレース〜
- Dog of Bay(ゲームサウンド)

2001年
- D.N.A. Dark Native Apostle

2002年
- いただきストリート3 億万長者にしてあげる! 〜家庭教師つき!〜
- オレが監督だ!Volume.2 ～激闘ペナントレース～
- SIMPLE2000シリーズ
  - Vol.7 THE ボクシング〜REAL FIST FIGHTER〜
  - Ultimate Vol.3 最速!族車キング 〜仏恥義理伝説〜
- ゼロヨンチャンプシリーズ ドリフトチャンプ

2003年
- 魔界転生
- SIMPLE2000シリーズ
  - Ultimate Vol.6 ラブ☆アッパー!
  - Vol.27 THE プロ野球 〜2003ペナントレース〜
  - Vol.30 THE ストリートバスケ3on3
  - Ultimate Vol.15 ラブ☆ピンポン!
- SEGA AGES2500シリーズ
  - Vol.2 モナコGP
  - Vol.4 スペースハリアー

2004年
- 超最速!族車キングBU～仏恥義理伝説2～
- ジャイアント・ロボ THE ANIMATION ～地球が静止する日～
- SIMPLE2000シリーズ
  - Ultimate Vol.18 ラブ☆エアロビ♪(サウンドディレクター、サウンドエフェクト)
  - Ultimate Vol.21 喧嘩上等!ヤンキー番長～伝説の昭和99年～
  - Vol.47 THE 合戦 関ヶ原
  - Vol.48 THE タクシー 〜運転手は君だ〜サウンド監修
  - Vol.50 THE 大美人
  - Vol.51 THE 戦艦
  - Vol.55 THE キャットファイト～女猫伝説～
  - Vol.57 THE プロ野球2004
  - Vol.61 THE お姉チャンバラ
  - Vol.63 もぎたて水着! 女まみれの THE 水泳大会
  - Vol.68 THE 逃走ハイウェイ 〜名古屋-東京〜

2005年
- SIMPLE2000シリーズ
  - Ultimate Vol.25 超最速!族車キングBUのBU 〜仏恥義理伝説2改〜
  - Vol.73 THE 西遊闘猿伝
  - Vol.79 アッコにおまかせ! THE パーティークイズ
  - Vol.80 THE お姉チャンプルゥ～THE姉チャン 特別編～
  - Vol.87 THE 戦娘
  - Vol.90 THE お姉チャンバラ2
- エレメンタル ジェレイド-纏え、翠風の剣-
- K-1 WORLD MAX 2005 ～世界王者への道～
- 未来少年コナン
- 魁!!男塾
- K-1 WORLD GP 2005

2006年
- 魔法先生ネギま! 課外授業 乙女のドキドキ ビーチサイド(サウンドマネージャー、スタジオエンジニア)
- K-1 WORLD GP 2006
- お姉チャンバラ vorteX ～忌血を継ぐ者たち～
- SIMPLE2500シリーズ Portable!! Vol.5 THE ブロックくずしクエスト ～Dragon Kingdom～
- SIMPLE2000シリーズ
  - Ultimate Vol.30 降臨!族車ゴッド 〜仏恥義理 愛羅武勇〜
  - Vol.101 THE お姉チャンポン〜THE姉チャン2特別編〜
  - Vol.102 THE 歩兵〜戦場の犬たち〜
  - Vol.109 THE THE タクシー2 〜運転手はやっぱり君だ!〜
  - Vol.110 THE 逃亡プリズナー ～ロスシティ 真実への10時間～
  - Vol.112 THE 逃走ハイウェイ2～ROAD WARRIOR 2050～

2007年
- ローゼンメイデン ゲベートガルテン
- こころが目覚める男たちの塗り絵DS～タミヤボックスアート～
- K-1 WORLD GP 絶対王者育成計画
- SIMPLE2500シリーズ
  - Portable!! Vol.9 THE マイ・タクシーSIMPLE2000シリーズ Vol.113 THE 大量地獄
- SIMPLE2000シリーズ 
  - Vol.114 THE 女岡っピチ捕獲帳～お春ちゃんGOGOGO!～
  - Vol.118 THE 落武者 ～怒獲武サムライ登場～
  - Vol.120 THE 最後の日本兵～美しき国土奪還作戦～
- SIMPLE DSシリーズ
  - Vol.20 THE 戦艦
  - Vol.21 THE 歩兵 ～部隊で出撃!戦場の犬たち～
  - Vol.29 THE スポーツ大集合

2008年
- お姉チャンバラ Revolution
- SIMPLE DSシリーズ
  - Vol.34 THE 歯医者さん
  - Vol.39 THE 消防隊
- ガチャピン チャレンジ★DS
- エイリアンクラッシュ・リターンズ
- SIMPLE2000シリーズ Wii Vol.2 THE パーティーゲーム
- 野獣刑事 東京同時多発テロを鎮圧せよ!
- UNKNOWN SOLDIER 木馬の咆哮
- 一騎当千 Eloquent Fist
- プロゴルファー猿
- @SIMPLEシリーズ Vol.1 THE ブロックくずしneo
- 恋するプリン!～恋は大冒険!Dr.カンミの野望!?～

2009年
- 魔女になる。
- 仮面ライダー クライマックスヒーローズ
- ドリームクラブ(ボーカル楽曲以外)
- SIMPLE2500シリーズ Portable!! 
  - Vol.12 THE 歩兵2 ～戦友よ、先に逝け～
  - Vol.13 THE 悪魔ハンターズ ～ヱクソシスター～

2010年
- 一騎当千 XROSS IMPACT
- ドリームクラブ ポータブル(ボーカル楽曲以外)

2011年
- ドリームクラブZERO(ボーカル楽曲以外)
- ドリームクラブZERO ポータブル(ボーカル楽曲以外)
- お姉チャンバラ SPECIAL
- 閃乱カグラ -少女達の真影-

2012年
- お姉チャンバラZ ～カグラ～
- Fishing 3D
- たっち、しよっ! 〜Love Application〜
- マージャン★ドリームクラブ
- 閃乱カグラ Burst -紅蓮の少女達-
- ドリームクラブ Complete Edipyon!(ボーカル楽曲以外)

2013年
- ドリームクラブZERO Special Edipyon!(ボーカル楽曲以外)
- 閃乱カグラ SHINOVI VERSUS -少女達の証明-
- @SIMPLE DLシリーズ
  - Vol.13 THE タクシー ～僕はカリスマ運転手～
  - Vol.22 THE 歩兵～戦場の犬たち～
- 神次元アイドル ネプテューヌPP
- お姉チャンバラZ ～カグラ～ With NoNoNo!

2014年
- ドリームクラブ　ホストガールオンステージ(ボーカル楽曲以外)
- デカ盛り 閃乱カグラ
- ドリームクラブGogo.(ボーカル楽曲以外)
- @SIMPLE Vシリーズ Vol.2 THE 逃走ハイウェイ フルブースト ～名古屋-東京 激走4時間～
- To LOVEる－とらぶる－ダークネス バトルエクスタシー
- ソニプロ
- 閃乱カグラ2 -真紅-
- 超次元アクション ネプテューヌU
- お姉チャンバラZ2 ～カオス～

2015年
- 閃乱カグラ ESTIVAL VERSUS -少女達の選択-
- 夏色ハイスクル★青春白書～転校初日のオレが幼馴染と再会したら報道部員にされていて激写少年の日々はスクープ大連発でイガイとモテモテなのに何故かマイメモリーはパンツ写真ばっかりという現実と向き合いながら考えるひと夏の島の学園生活と赤裸々な恋の行方。～
- 激次元タッグ ブラン+ネプテューヌVSゾンビ軍団
- VALKYRIE DRIVE -BHIKKHUNI-(サウンドデザイン 効果音制作)

2016年
- 閃乱カグラ ESTIVAL VERSUS -少女達の選択- 桜 EDITION

2017年
- スクールガールゾンビハンター
- 新星抜擢 ドライブガールズ
- 四女神オンライン CYBER DIMENSION NEPTUNE(サウンドプロデューサー、サウンドディレクター)
- 閃乱カグラ PEACH BEACH SPLASH
- ガンガンピクシーズ
- シノビリフレ -SENRAN KAGURA-

2018年
- しあわせ荘の管理人さん。
- 銀魂乱舞

### CD
- FUNK YOUR STYLE (トラック5)
- PARTY DOWN

### 楽曲提供
- 結月春菜
  - Draconic Saga ～月詠の巫女～(1stシングル)[3]
  - 交錯の彼方に～クロスサマナーテーマ～結月春菜ver.(マスタリングのみ)